# 1892 у кіно

## Події
- Закінчено вдосконалення кінетоскопа, додано підтримку ширшої кіноплівки. Він стає головним технічним винаходом для німого кіно до 1909.
- Макс Складановський вдосконалює камеру і знімає цього ж року перший метраж, однак незвичайний формат картинки унеможливлює показ до появи біоскопічного проектора у кінці 1895

## Фільми
- «Бідний П'єро» / (фр. Pauvre Pierrot), Франція (режисер Еміль Рено)
- «Клоун і його собачки» / (фр. Clown et ses chiens), Франція (режисер Еміль Рено)
- «Кухоль пива» / (фр. Un bon bock), Франція (режисер Еміль Рено)

## Персоналії

### Народилися
- 14 січня — Гарольд Роуч, американський актор і режисер (пом. 1992).
- 18 січня — Олівер Гарді, американський комедійний актор (пом. 1957).
- 29 січня — Ернст Любіч, німецький та американський кінорежисер, актор, сценарист, продюсер (пом. 1947).
- 31 січня — Едді Кантор, американський комедійний актор, танцюрист, співак і автор пісень (пом. 1964).
- 9 лютого  — Пеггі Вуд, американська акторка (пом. 1978).
- 13 лютого  — Литвиненко-Вольгемут Марія Іванівна, українська (радянська) оперна співачка (лірико-драматичне сопрано), педагогиня, народна артистка кіно (пом. 1966).
- 2 березня — Фелікс Брессар, німецько-американський актор театру і кіно (пом. 1949).
- 4 березня — Хохлов Олександр Євгенович, радянський актор театру та кіно (пом. 1966).
- 2 квітня — Джек Ворнер, засновник всесвітньо відомої кіностудії Warner Brothers (пом. 1978).
- 8 квітня — Мері Пікфорд, американська акторка (пом. 1979).
- 12 квітня — Гребнер Георгій Едуардович, російський кінодраматург (пом. 1954).
- 12 травня — Цуцунава Цецилія Ражденівна, грузинська акторка театру і кіно (пом. 1956).
- 14 травня — Сокирко Володимир Костянтинович, український актор (пом. 1983).
- 13 червня — Безіл Ретбоун, англійський актор (пом. 1967).
- 23 червня — Джон Франсіс Сайтс, американський кінематографіст і винахідник (пом. 1979).
- 30 червня — П'єр Бланшар, французький актор театру та кіно (пом. 1963).
- 11 липня — Томас Мітчелл, американський актор (пом. 1962).
- 21 липня — Рене Фальконетті, французька акторка (пом. 1946).
- 29 липня — Вільям Пауелл, американський театральний та кіноактор (пом. 1984).
- 2 серпня — Джек Ворнер, американський продюсер і кіномагнат канадського походження (пом. 1978).
- 26 серпня — Рут Роланд, американська акторка і продюсерка.(пом. 1937).
- 7 жовтня — Шпінель Йосип Аронович, радянський художник, художник кіно (пом. 1980).
- 16 жовтня — Джордж Барнс, американський кінематографіст (пом. 1953).
- 2 листопада — Еліс Брейді, американська акторка (пом. 1939).
- 9 листопада — Мейбл Норманд, комедійна акторка німого кіно США (пом. 1930).
- 17 листопада — Віктор Беганський, польський режисер, сценарист і продюсер (пом. 1974).